# La Raiosa

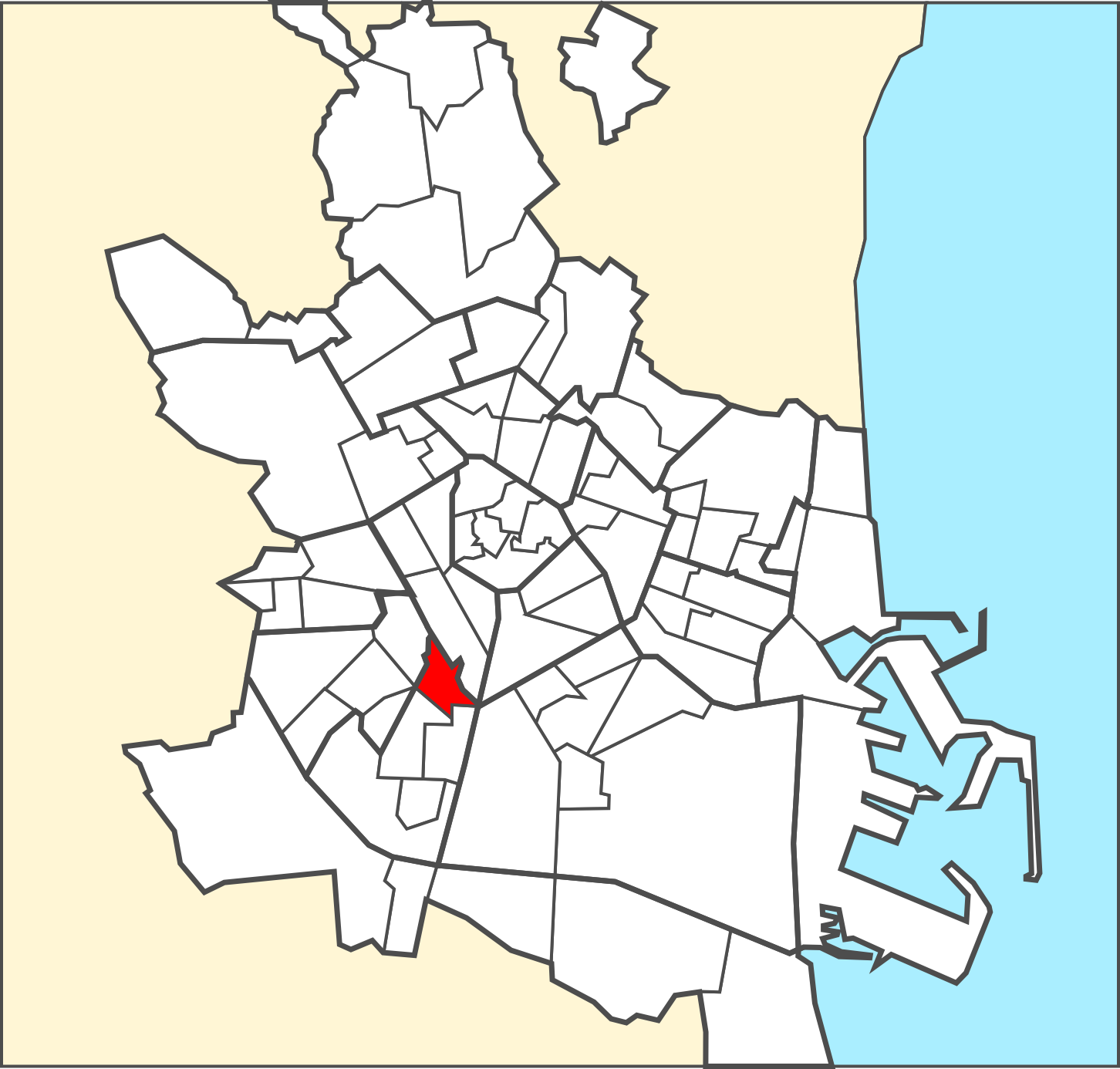
Situación de La Raiosa en el municipio de Valencia.

La Raiosa, (en valenciano y oficialmente la Raïosa) es un barrio de la ciudad de Valencia (España), perteneciente al distrito de Jesús. Está situado al suroeste de la ciudad y limita al norte y al este con Arrancapins, al sur con La Cruz Cubierta y El Huerto de Senabre y al oeste con Patraix. Su población en 2022 era de 15.300 habitantes.

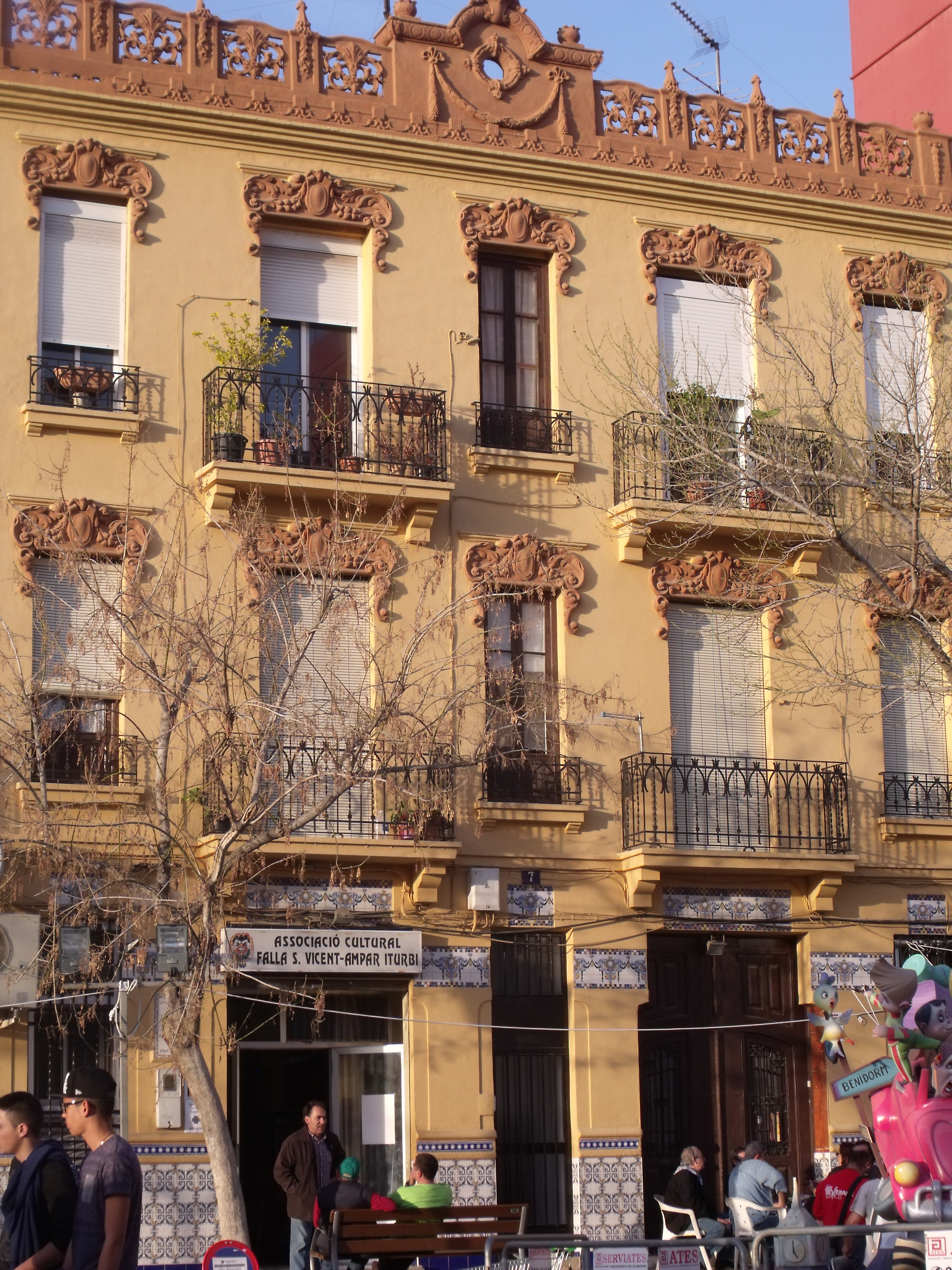
Fachada de un edificio histórico en La Raiosa.